# ATC kód S03
ATC kód S03 Oftalmologika a otologika je hlavní terapeutická skupina anatomické skupiny S. Smyslové orgány.

## S03A Antiinfektiva

### S03AA Antiinfektiva
S03AA07 Ciprofloxacin

## S03C Kortikosteroidy a antiinfektiva v kombinaci

### S03CA Kortikosteroidy a antiinfektiva v kombinaci
S03CA06  Betamethason a antiinfektiva

## Poznámka
- Registrované léčivé přípravky na území České republiky.
- Informační zdroj: Státní ústav pro kontrolu léčiv, Všeobecná zdravotní pojišťovna.